# Chevrolet Lacetti
Chevrolet Lacetti (укр. Шевроле́ Лаце́тті) — легковий передньопривідний автомобіль середнього класу (клас «C» по європейській класифікації) створений південнокорейським автовиробником GM Daewoo. Індекс заводської нумерації моделі - J200. Він випускається в 4-дверному кузові седан, 5-дверному хетчбек і 5-дверному універсал.
Модель прийшла на зміну Daewoo Nubira. Дизайн седана і універсала розроблений в італійському ательє Pininfarina, дизайн хетчбека створений італійським ательє Джорджетто Джуджаро. Автомобіль представлений влітку 2003 року, поступив у продаж у 2004 році.
У 2009 році на зміну Chevrolet Lacetti і Chevrolet Cobalt прийшла нова модель концерну GM для всіх ринків Chevrolet Cruze.
При тому двигун Chevrolet Cruze обсягом 1,6 л після відповідної модернізації було запозичено від Chevrolet Lacetti SE. Але інший двигун автомобіля Chevrolet Cruze обсягом 1,8 л було узято від Opel Astra і він немає нічого спільного з еквівалентним двигуном 1,8 л від Chevrolet Lacetti SX або CDX.
З 2013 року на ринку пропонується седан Daewoo Gentra, створена на основі Chevrolet Lacetti з  бензиновим двигуном 1,5 л потужністю 107 к.с. від Daewoo Nexia.

## Ринки (країни)

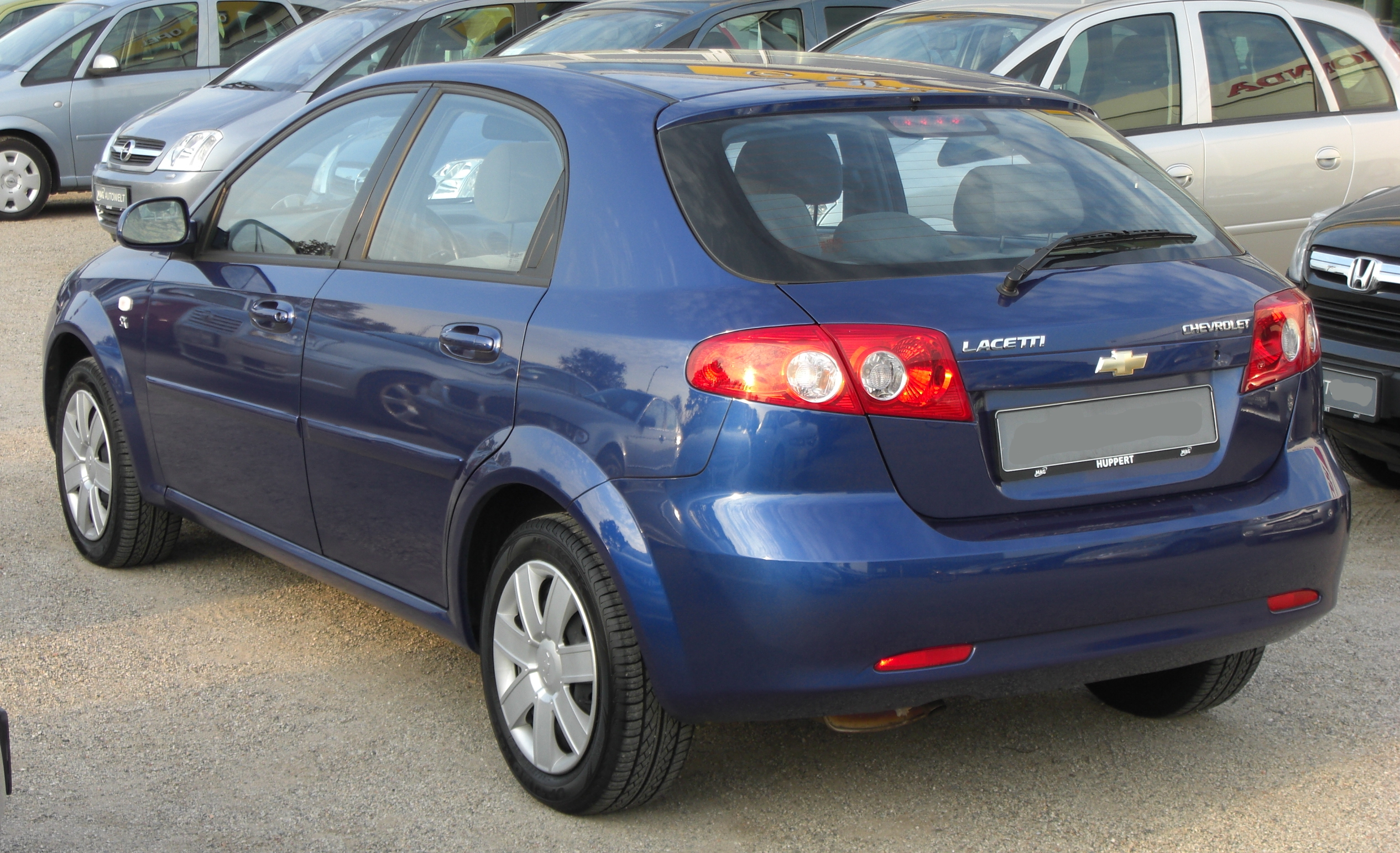
Chevrolet Lacetti з кузовом хетчбек

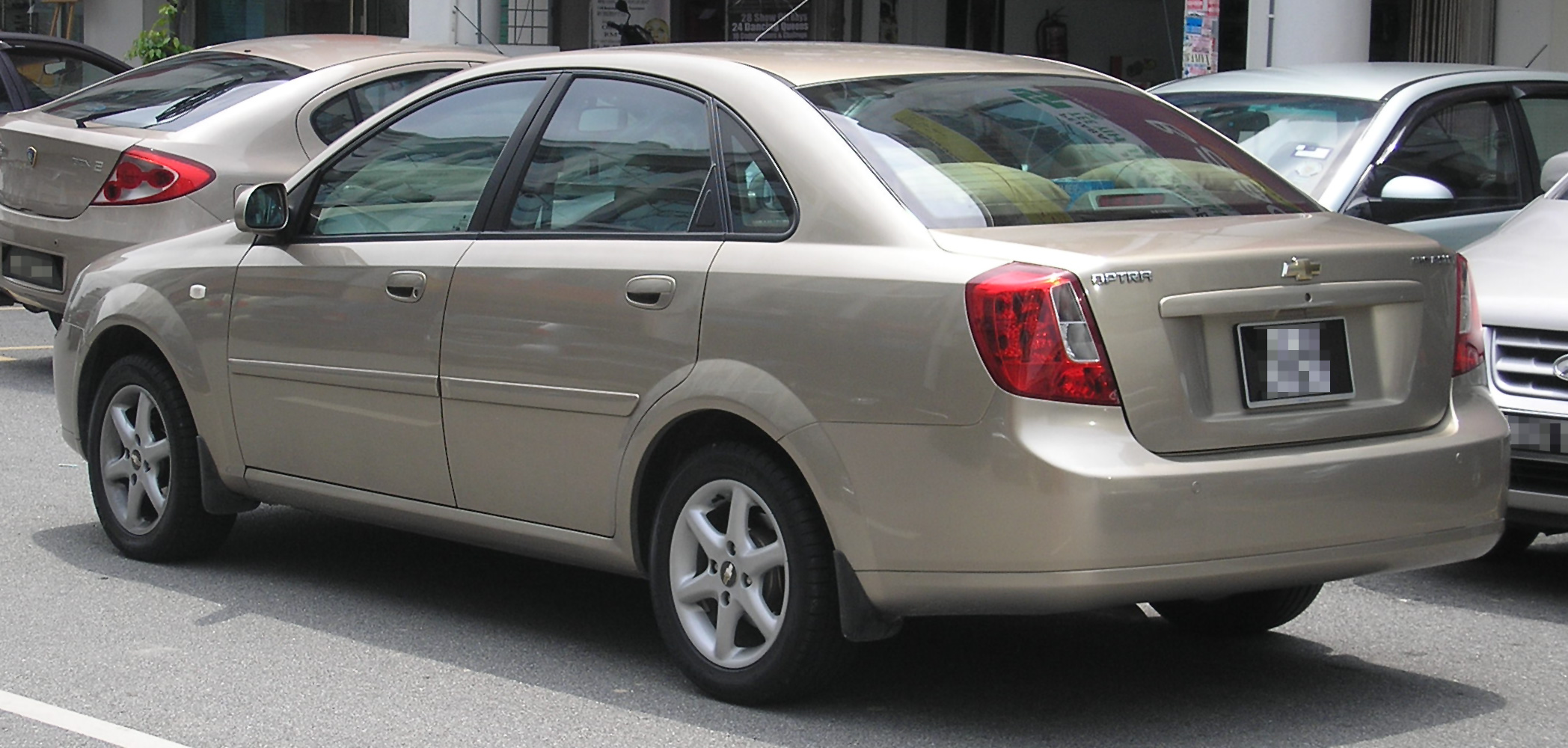
Chevrolet Lacetti з кузовом седан

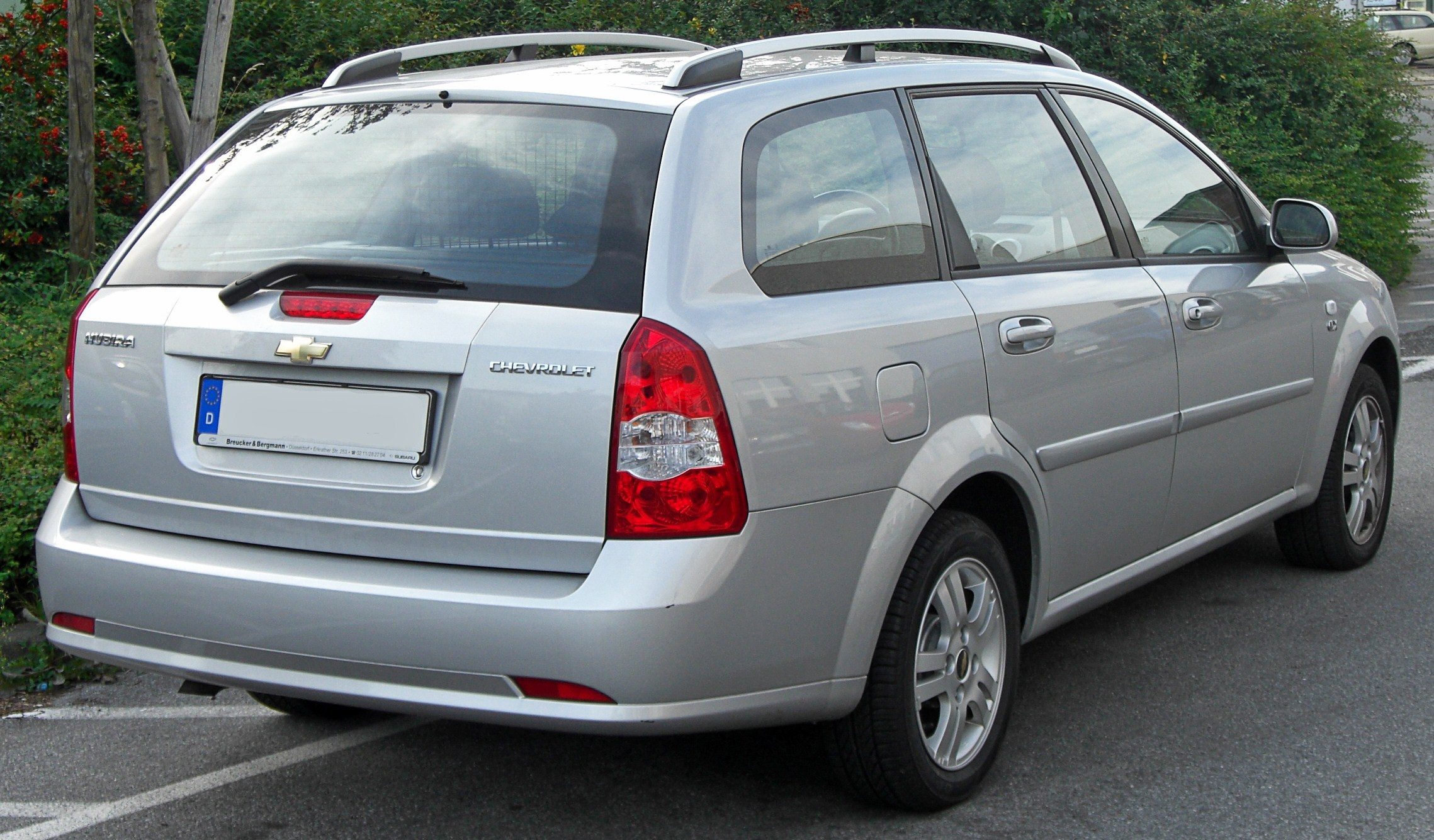
Chevrolet Lacetti з кузовом універсал

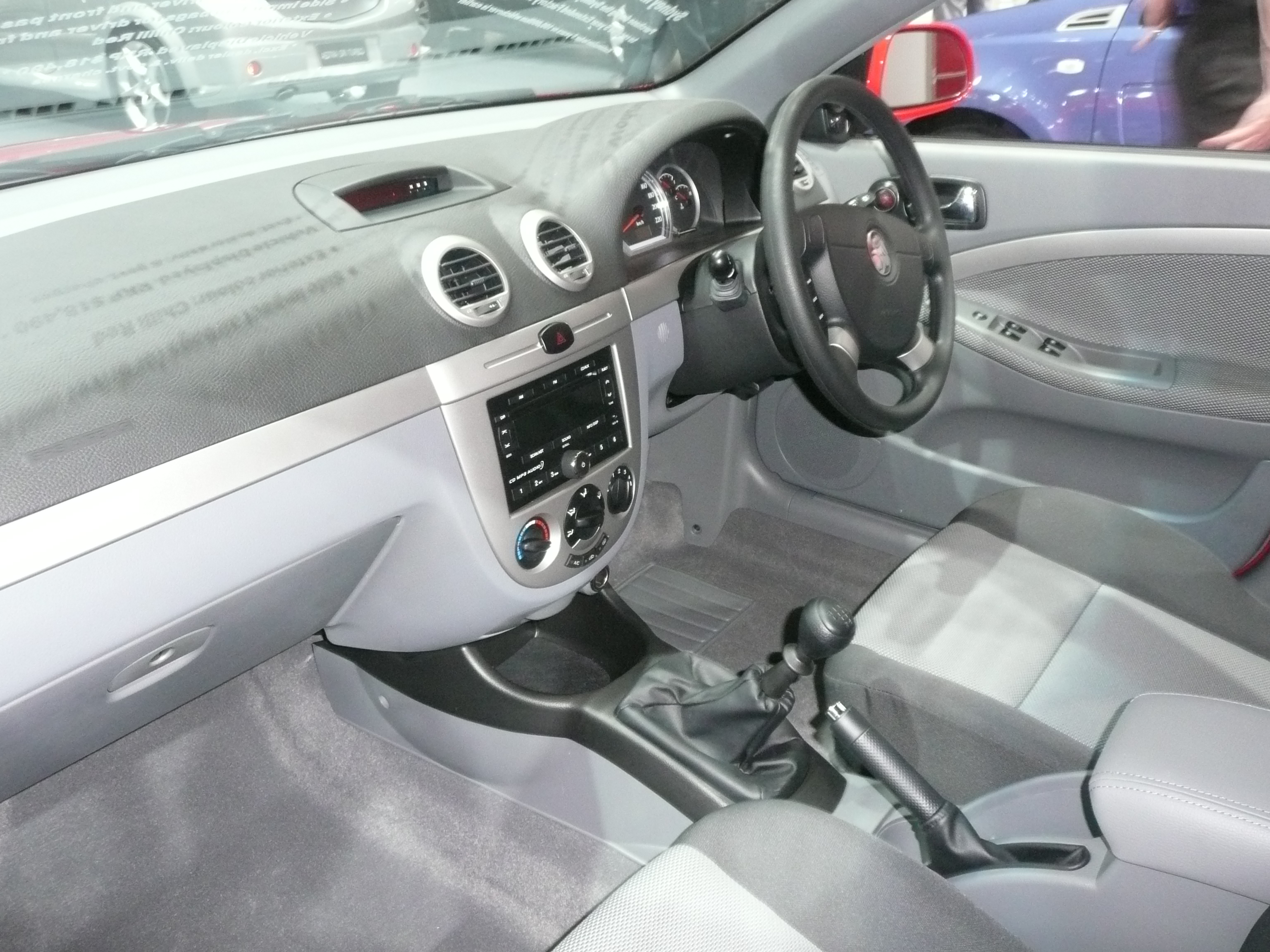
Салон

### Україна
В Україні автомобіль почав продаватися у 2004 році, представлені всі три типи кузова під одним ім'ям «Chevrolet Lacetti». Це невеличкий Бізнес автомобіль. Він може підняти від 100кг до пів тони .Для Лачетті неважко.Звісно пів тони це дуже велика маса але Лачетті їде (сам випробовував). (Етимологія зводиться до латинського слова "lacertus", що означає буквально мускулатуру руки, а в переносному значенні - "мускулистий, мужній, сильний"). Того ж року автомобіль почали збирати на Чорноморському заводі автоагрегатів з південнокорейських автокомплектів.
В Україні були офіційно доступні наступні бензинові 4-циліндрові двигуни: 
- 1.6L E-TEC II - 109 к.с. при 5800 об/хв. Постачався в комплектації "SE" із кузовами седан та хетчбек.
- 1.8L E-TEC II -122 к.с. при 5800 об/хв, потім (березень 2007) E-TEC III (LDA[1]) - 122 к.с. при 5800 об/хв. Постачався в комплектаціях "SX" та "CDX" із кузовами седан, хетчбек та універсал.
- Комплектації "SE" та "SX" мають механічну трансмісію, комплектація "CDX" - автоматичну трансмісію.

Автомобілі з 1,4 та 2,0-літровими двигунами в Україні не продавались.
Автомобіль немає спеціального окремого шильдика із позначкою робочого об'єму двигуна, але візуально ідентифікувати його можливо за індексом комплектації ("SE",  "SX" чи "CDX" - див. вище), що знаходиться під боковим показчиком повороту на правому та лівому крилах. Крім того, "SE" має 14-дюймові колеса, а "SX" та "CDX" - 15-дюймові. Індекс комплектації насамперед визначається типом двигуна та не залежить від типу кузова. Проте, наприклад, універсал Lacetti "SE" не зустрічається, оскільки потужність 1,6 л двигуна вважалася недостатньою для найважчого з усіх трьох типів кузовів.
Базову комплектацію автомобіля можна назвати посередньою. Єдино-доступною версією залишається – SX з її 15-дюймовими литими дисками, системою кондиціонування повітря, вікнами дверей з електроприводом, CD програвачем та тюнером на шість динаміків та поліфункціональним кермовим колесом. Надійність даного автомобіля є однією з його сильних сторін. В його базову комплектацію входять: антиблокувальна система гальм, фронтальні та бокові подушки безпеки та натяжителі ременів безпеки на три точки. Перейшовши на модель 1.8 SX, покупець отримає протибуксувальну систему. На жаль, більш сучасних електронних систем безпеки даний автомобіль запропонувати не може.
У 2009-2013 р.р. продаж Chevrolet Lacetti (всі три типи кузова) здійснювався паралельно із продажем Chevrolet Cruze, при тому Chevrolet Lacetti (седан) позиціювався відносно аналога як застаріла і технічно менш досконала, але  при тому значно дешевша попередня модель. Спочатку Chevrolet Cruze виготовлявся тільки з кузовом седан, а Chevrolet Lacetti хетчбек та Chevrolet Lacetti універсал заповнювали нішу в  модельному ряді Chevrolet, замінюючи собою відсутні відповідні типи кузовів Chevrolet Cruze. Проте з кінця 2011 р. здійснюється виробництво Chevrolet Cruze хетчбек, а з 2012 р. - Chevrolet Cruze універсал, тобто всі три типи кузовів, і необхідність в такому заповненні модельного ряду відпала.
Продаж Chevrolet Lacetti в Україні припинено в 2013 році. Замість того, з 2013 року на українському ринку пропонується седан Daewoo Gentra узбецького виробництва, створений на основі Chevrolet Lacetti, але з іншим бензиновим двигуном - 1,5 л потужністю 107 к.с., повністю аналогічним тому, що застосовано в Daewoo Nexia. За винятком двигуна та деяких елементів екстер'єру та інтер'єру, конструкція Daewoo Gentra  мало відрізняється від седана Chevrolet Lacetti. Хетчбек та універсал Daewoo Gentra не існують.
Плани на власне виробництво (український Chevrolet Lacetti [Архівовано 12 серпня 2014 у Wayback Machine.]) має ПАТ «ЗАЗ», але досі воно ніяк не розпочато.
Загальна кількість автомобілів Chevrolet Lacetti в Україні налічує понад 50 тисяч екземплярів.

### Євросоюз
В Європі автомобіль спочатку продавався під маркою Daewoo, і лише з 2004 року отримав ім'я Chevrolet. У деяких країнах під ім'ям Lacetti продається тільки хетчбек, а седан і універсал називаються Nubira.
Європейські моделі доступні з наступними бензиновими 4-циліндровими двигунами: 
- 1.0L S-TEC II - 93 к.с. (69 kW) при 6300 об/хв
- 1.6L E-TEC II - 108 к.с. (80 kW) при 5800 об/хв
- 1.8L E-TEC II - 120 к.с. (90 kW) при 5800 об/хв
- 2.0L E-TEC II - 132 к.с. (101 kW) при 5800 об/хв
- 2.0L F4R DOHC - 121 к.с. (90 kW)

Та дизельним двигуном: 
- 2.0L  M9R - 121 к.с. (90 kW) при 2000 об/хв

### США
В США автомобіль продається під маркою Suzuki Forenza [Архівовано 8 серпня 2014 у Wayback Machine.] і Reno , прийшовши в 2004 році на зміну моделі Daewoo Nubira. Forenza/Reno займають місце між Aerio (пізніше SX4) і Verona.
Американська модельна лінійка включає 4-циліндровий бензиновий двигун 2.0L E-TEC II, розроблений компанією Holden, який видає 126 к.с. при 5600 об /хв.

### Інші країни
На інших ринках автомобіль відомий також як UZ Daewoo Lacetti, Buick Excelle/HRV, Chevrolet Nubira, Chevrolet Optra, Chevrolet SRV, Holden Viva, Vauxhall Viva, Suzuki Forenza, Suzuki Reno.

## Кольори кузова
|  |  |  |  |  |  |  |  |  |  |  |

## Спорт

### Top Gear
Седан Chevrolet Lacetti був використаний для рубрики Зірка в бюджетному автомобілі в телепрограмі Top Gear починаючи з весняного сезону 2006 року . Також 14 травня 2006 року провідний Джеремі Кларксон відзначив, що Lacetti виявився спритнішим на полігоні Top Gear, ніж Suzuki Liana, і приблизно на 4 секунди швидше проходить коло.
У 2010 році в новому сезоні Топ Гір Річард Хаммонд "майже поховав" Chevrolet Lacetti під двома знесеними заводськими трубами, визнавши її надто старою. "Майже поховав" тому що з-під останків труб визирав передок авто.В рубриці "Зірка в бюджетному авто" Lacetti змінив Kia Cee'd 2010 модельного року.

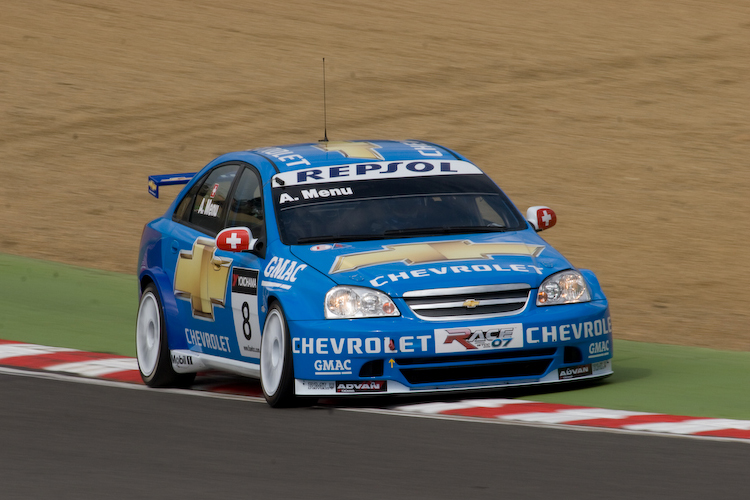
Chevrolet Lacetti WTCC

### Світовий Чемпіонат Touring Car (WTCC)
З 2005 року європейський седан Lacetti служив базою для спортивних гоночних болідів, що беруть участь в Чемпіонаті World Touring Car Championship (WTCC). І навесні того ж року Chevrolet представив перші зображення концепт-кара street legal, заснованого на гоночній версії автомобіля для цього чемпіонату і названого Lacetti WTCC R+. Концепт-кар отримав двигун 1.8L E-TEC II доступний в серійній моделі, але форсований із 122 к.с. (90 кВт) до 172 к.с. (127 кВт). Він розганяється від 0 до 100 км/год за 8 секунд і розвиває максимальну швидкість 215 км/год.